# Irakiska missilattacker mot Israel
Den 17 januari 1991, inledde Irak, under ledning av Saddam Hussein, en missilkampanj mot Israel som involverade användning av kemiska vapen. Dessa attacker resulterade i 74 dödsfall bland Israels civilbefolkning.
Sammanlagt avfyrades omkring 42 Scud-missiler mot israeliskt territorium, främst mot storstäderna Tel Aviv och Haifa som de huvudsakliga målen. Missilattackerna började samma dag som USA:s flygbombningar av den militära infrastrukturen inom de delar av Kuwait som Irak hade ockuperat.
På grund av att flera muslimska länder var allierade med USA under Kuwaitkriget, hade den irakiska regeringen förväntat sig att dessa länder skulle dra tillbaka sitt stöd om Israel svarade på missilkampanjen. Trots detta övertygade USA Israel att avstå från en hämndattack, och istället valde USA att inleda en markoffensiv mot Irak den 23 februari 1991.